# Jan Bártů
Jan Bártů (Praga, 16 gennaio 1955) è un ex pentatleta cecoslovacco.

## Palmarès
In carriera ha conseguito i seguenti risultati:
- Giochi olimpici:

Montreal 1976: argento nel pentathlon moderno a squadre e bronzo individuale.